# Christian Sylow
Christian Edvard Sylow (23. oktober 1866 i Korsør – 15. november 1930 i København) var en dansk arkitekt.
Sylow var søn af byfoged, borgmester i Korsør Niels Peter Martin Sylow og Sophie Antoinette Kirstine Elise Nellemann, tog præliminæreksamen i Sorø 1882, blev tømrersvend og gik på Teknisk Skole. Han gik på Kunstakademiet fra april 1885 indtil afgang i maj 1895. Undervejs var han ansat som konduktør for Ove Petersen.
Sylow var dernæst medarbejder hos Ferdinand Meldahl, H.B. Storck, Valdemar Koch, Axel Møller, Martin Borch (ombygning af Gammel Køgegård), Eugen Jørgensen (Gardehusarkasernen) 1896-98, Frederik L. Levy (bygninger i Københavns Frihavn) ca. 1901-02 samt Vilhelm Fischer (Hotel Bristol) 1901-02. Sylow fik således en lang og grundig uddannelse. Allerede i akademitiden fik han opgaver i sin hjemby Korsør, men det blev senere hen Køge, hvor Sylow var mest virksom. Han fulgte tidens omskiftelser fra historicisme over nationalromantik til nyklassicisme.
Han var medlem af Kontrolkomiteen for Landhypotekforeningen for Østifterne 1908-30. 
Han modtog K.A. Larssens Legat 1894, Akademiets rejsestipendium 1900 og 1905 og Theophilus Hansens Legat. Rejserne gik til Italien, Frankrig og Grækenland. 
Han døde ugift og er begravet på Assistens Kirkegård.

## Værker
- Havneingeniørbolig og -kontor, Caspar Brands Plads, Korsør (1891)
- Det tekniske Selskabs Skole, Jens Baggesens Gade, Korsør (1893)
- Vallø Strandhotel (1899)
- Forbindelsesgang over Hestemøllestræde, København (1903, fjernet)
- Etageejendom, H.C. Ørsteds Vej 50A, Frederiksberg (1904, sammen med Vilhelm Fischer, præmieret af Frederiksberg Kommune)
- Hovedbygning og vaskeribygning, Nørrebrogade 37-39, Århus (1909-10, nedrevet)
- Fødselsanstalten i Jylland, Vennelyst Boulevard 4, Aarhus (1910)

I Køge:
- Tilbygning til Alexandrastiftelsen, Vestergade (1897, 1906)
- Bjerggade 18 (tegnet 1898, ombygning 1909 til katolsk kapel)
- Bibliotek og museumsbygning, Elisevej, nu Bjerggade 22 (1899)
- Køge Bank, Nørregade 54 (1905, nedlagt)
- Kontorbygning for Elværket, Bygårdsstræde (1905)
- Torvet 3 (1906)
- Valgtribune i træ, opstillet på Torvet (1908, forsvundet)
- Alderdomshjem, Kirkestræde (1908, ombygget til hovedbibliotek)
- Fattiggården (1910)
- Gymnastikhus til Borgerskolen (1914-15, opført af Martin Borch i 1892, nedlagt)
- Alle jernbanestationer og remiser på Køge-Ringsted Banen (1916, nedlagt)
- Køge Bibliotek (1919)
- Biografen, Kosmorama, senere Kino, Nørregade (1919, nu butik)
- Politistation, Bygårdsstræde (1919-20, nedrevet)
- Vandtårnet på Søndre Allé (1923)
- Havnearbejderhuset på Carlsensvej (1922, udvidet med 3 fag i 1950'erne, nu Marineforeningens Hus)
- Øernes Andelsselskabs silopakhus, Sdr. Havnevej (1925)
- Tilbygning til Tøxens Skole, H.C. Andersens Gade (1930-31)
- Villaer

### Ombygninger
- Domhuset, Nytorv, København
- Arbejds- og fattighus, Køge, ombygget til museum (1909)

### Konkurrencer
- Christiansborg Slot (1905, 2. præmie, sammen med Vilhelm Fischer)